# Стара Пунерь
Стара Пунерь (рос. Старая Пунерь) — присілок в Дальнеконстантиновському районі Нижньогородської області Російської Федерації.
Населення становить 38 осіб. Входить до складу муніципального утворення Дубравська сільрада.

## Історія
Від 2009 року входить до складу муніципального утворення Дубравська сільрада.

## Населення
| 2002 | 2010 |
| ---- | ---- |
| 52   | ↘38  |